# Bobby Witt Jr.
Robert Andrew „Bobby“ Witt Jr. (* 14. Juni 2000 in Colleyville, Texas) ist ein amerikanischer Baseballspieler für die Kansas City Royals in der Major League Baseball (MLB). Er wurde im MLB Draft 2019 in der ersten Runde mit dem 2. Pick von den Kansas City Royals ausgewählt.

## Karriere
Witt besuchte die Colleyville Heritage High School in Colleyville, Texas.
Er verpflichtete sich, College-Baseball an der University of Oklahoma zu spielen. Als Junior im Jahr 2018 schlug er .446 mit zehn Homeruns. In diesem Sommer gewann er das High School Home Run Derby im Nationals Park. Später im Sommer spielte er auch im Under Armour All-America Baseball Game im Wrigley Field, wo er einen Homerun schlug und zum Team MVP ernannt wurde. Später spielte er auch im Petco Park das Perfect Game All-American Classic. Im Dezember spielte er für das Team USA in Panama-Stadt während der COPABE Pan-American Meisterschaft 2018 und half dem Team eine Goldmedaille zu gewinnen. Im Jahr 2019, seinem Abschlussjahr, wurde er zum Gatorade National Baseball Player of the Year ernannt, nachdem er eine Batting Average von .515 mit 15 Home Runs, 54 RBIs und 17 Stolen Bases hatte.
Witt galt als einer der Top-Picks für den MLB Draft 2019. Er wurde von den Kansas City Royals mit zweiten Pick ausgewählt. Er unterzeichnete mit den Royals einen Vertrag über 7,79 Millionen Dollar.

### Minor League
Witt bestritt 2020 kein einziges Spiel in der Minor League, da die Minor-League-Saison wegen der COVID-19-Pandemie abgesagt wurde.
Zu Beginn der Saison 2021 wurde er den Northwest Arkansas Naturals in der Double-A Central zugewiesen. Im Juni wurde er für das All-Star Futures Game im Coors Field ausgewählt. Nach 60 Spielen für die Naturals wurde er zu den Omaha Storm Chasers in der Triple-A East befördert. In 62 Spielen mit Omaha schlug Witt .285 mit 17 Homeruns, 46 RBIs und 15 Stolen Bases. Er wurde sowohl mit dem USA Today Minor League Player of the Year Award als auch mit dem Baseball America Minor League Player of the Year Award ausgezeichnet.

### Kansas City Royals

#### 2022
Witt begann während des Frühjahrstrainings 2022 auf der dritten Base zu trainieren. Am 5. April 2022 gaben die Royals bekannt, dass Witt es in den Kader für den Eröffnungstag geschafft hatte. Am 7. April gab er sein MLB-Debüt als Third Baseman der Royals. Witt schlug seinen ersten Home Run in der Major League am 3. Mai gegen die St. Louis Cardinals. Am 3. September, In einem Spiel gegen die Detroit Tigers, schlug Witt seinen 20. Homerun der Saison und ist damit der fünfte Spieler in der Geschichte der MLB, der in seiner ersten Saison den 20-20er Club erreicht hat.

#### 2023
Im Jahr 2023 schlug Witt einen Batting Average von .276 mit 30 Homeruns, 96 RBIs und den in der Liga führenden 49 Stolen Bases. Er führte die Major League mit 11 Triples an und wurde der erste Spieler in der Geschichte der MLB, der 30 Homeruns, 10 Triples und 45 gestohlene Bases in einer Saison erzielte. Er war auch der erste Spieler der Kansas City Royals, der den 30-30 Club erreichte.

## International
Witt spielte für die Baseball-Nationalmannschaft der Vereinigten Staaten bei dem World Baseball Classic 2023.

## Persönliches
Witts Vater, Bobby Witt Sr., spielte 16 Saisons als Pitcher in der Major League Baseball (MLB). Bobby Witt Sr. ist ein aktueller Spieler-Agent bei Octagon Baseball und ist der Berater seines Sohnes.